# سازو
سازو (Juncus) سرده‌ای از گیاهان از تیره سازوئیان است.
این تیره ۲۲۵ تا ۳۰۰ گونهٔ گندمی‌شکل دارد که در اغلب نواحی مرطوب جهان می‌رویند، ولی در نواحی گرمسیری نادرند.